# مارگالا (جمهوری آلتای)
مارگالا (به لاتین: Margala) یک منطقهٔ مسکونی در روسیه است که در جمهوری آلتای واقع شده‌است.